# Dorfkirche Storbeck (Storbeck-Frankendorf)

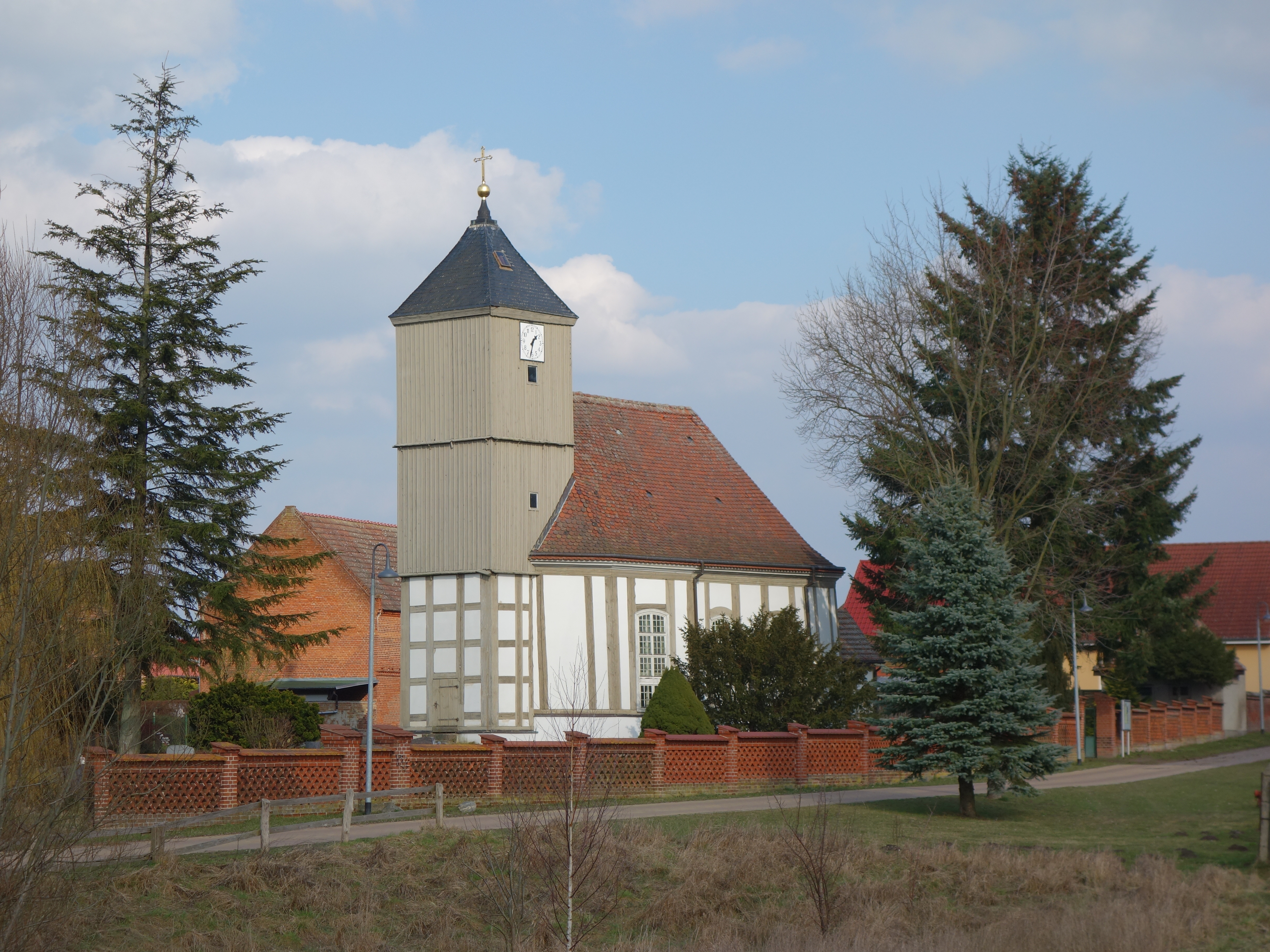
Dorfkirche Storbeck

Die evangelische Dorfkirche Storbeck ist eine Saalkirche in Storbeck, einem der namensgebenden Ortsteile der Gemeinde Storbeck-Frankendorf im brandenburgischen Landkreis Ostprignitz-Ruppin. Sie gehört der Evangelischen Gesamtkirchengemeinde Ruppin im Kirchenkreis Wittstock-Ruppin der Evangelischen Kirche Berlin-Brandenburg-schlesische Oberlausitz an. Das Gebäude steht unter Denkmalschutz.

## Baubeschreibung

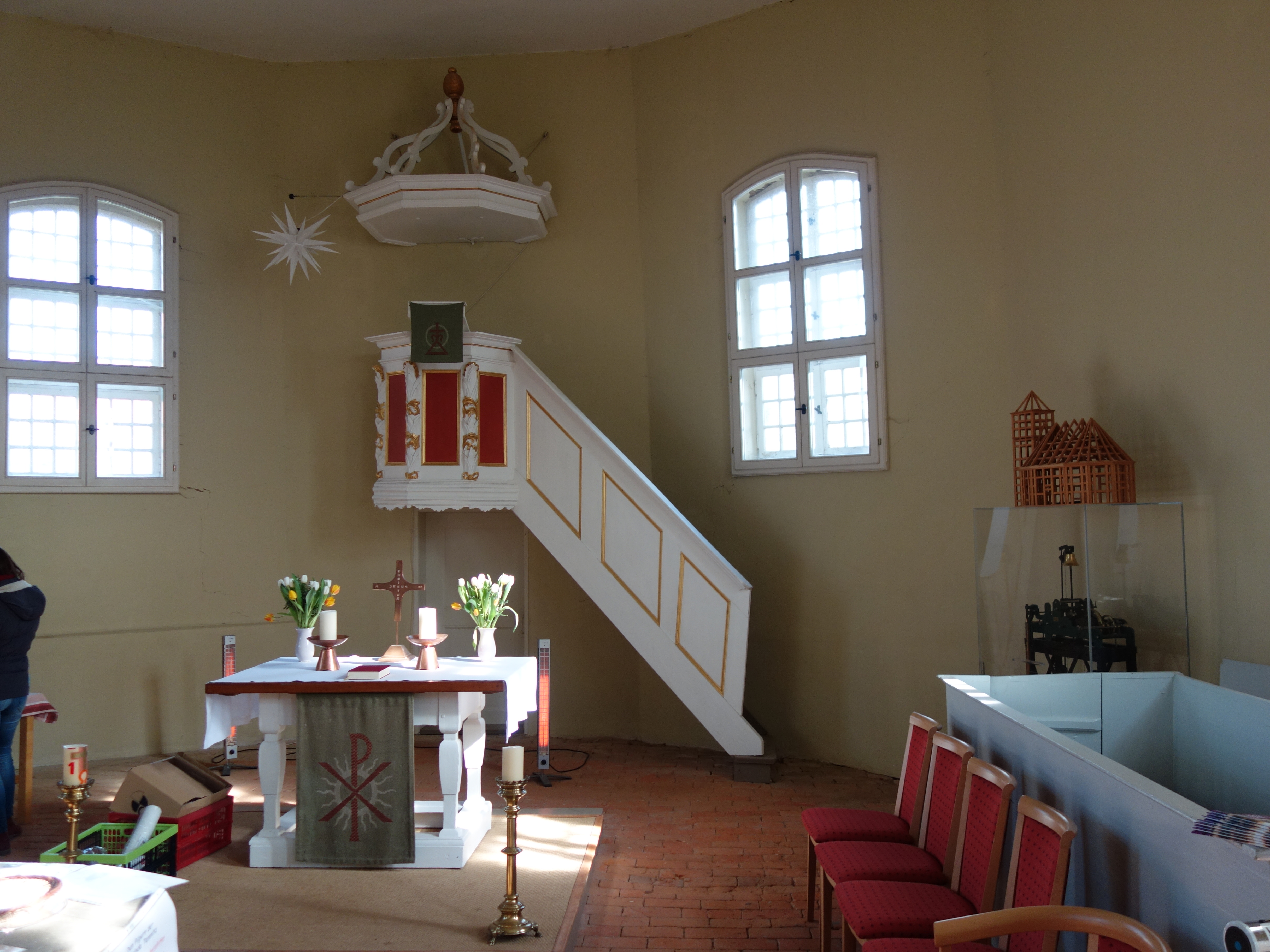
Ostseite mit Kanzel

Es handelt sich um eine Fachwerkkirche mit einem gestreckt polygonalem Grundriss, die im 18. Jahrhundert erbaut wurde. Der Westturm, der zur Hälfte eingezogen ist, ist teilweise verbrettert. Östlich befindet sich ein Sakristeianbau. Die Konstruktion ist riegellos und besteht aus durchgehenden Stielen mit einem breiten, profilierten Kranzgesims und Stichbogenfenstern. Der Innenraum wurde um 1965 restauriert. Auf der westlichen Seite der Kirche befindet sich eine Orgelempore, während auf der östlichen Seite eine hölzerne, bauzeitliche Kanzel zu finden ist.

## Orgel

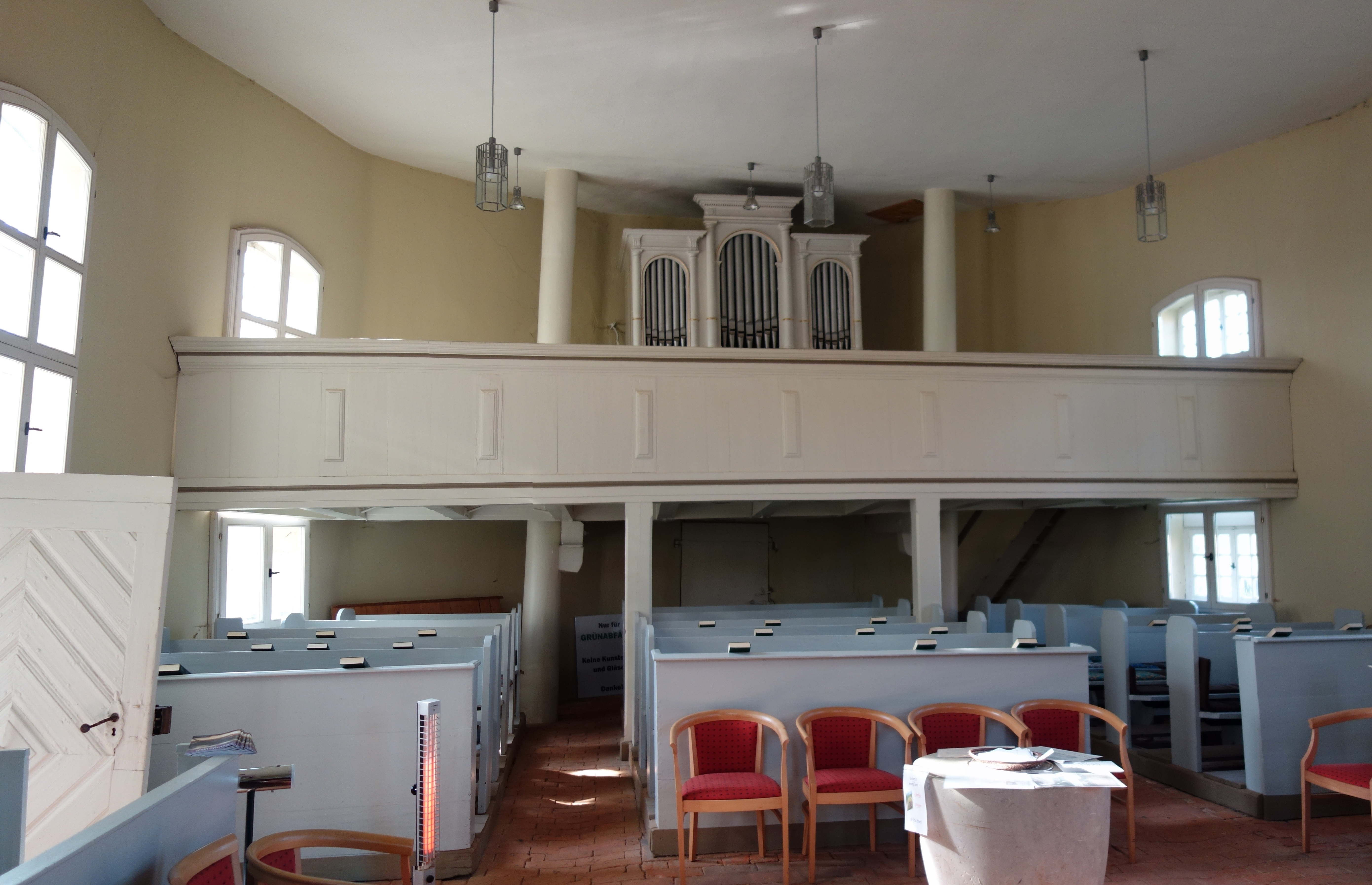
Westseite mit Orgelempore

Die Orgel wurde Ende des 19. Jahrhunderts von Albert Hollenbach aus Neuruppin erbaut. Sie besitzt fünf Register auf einem Manual und Pedal. Die 1917 als Metallspende abgegebenen Prospektpfeifen wurden später in Zink ersetzt. Im Jahr 2000 wurde das Instrument von Kantor Hartmut Grosch aus Rheinsberg umgebaut. Die Disposition lautet:
| Manual C– |           |    |
| 1.        | Principal | 8′ |
| 2.        | Gedackt   | 8′ |
| 3.        | Octave    | 4′ |
| 4.        | Octave    | 2′ |

| Pedal C– |        |     |
| 5.       | Subbaß | 16′ |

- Koppeln: I/P
- Nebenregister: Calcant
- Traktur: Schleifladen, vollmechanisch